# Mata Hari, Agent H. 21
Mata Hari, Agent H. 21 (auch bekannt unter dem Titel Mata Hari – Agentin H21) ist ein französischer Spionagefilm aus dem Jahr 1964. Jeanne Moreau spielte darin die Titelrolle und Jean-Louis Trintignant ihren Liebhaber. Jean-Louis Richard führte Regie, zusammen mit François Truffaut verfasste er auch das Drehbuch. Die Handlung basiert auf Gerüchten um Mata Hari.

## Handlung
Zur Zeit des Ersten Weltkriegs: Die gebürtige Holländerin Margaretha Geertruida Zelle bestreitet ihren Lebensunterhalt unter ihrem Künstlernamen Mata Hari als erotische Nackttänzerin in Paris, was ihr ein luxuriöses Leben ermöglicht. Aufgrund ihrer Beliebtheit verkehrt sie in gehobenen Kreisen und bändelt mehrfach mit wohlhabenden Männern an. Bei einem Empfang der Gräfin du Maine lernt sie Capitaine François Lasalle kennen und nimmt ihn anschließend auf ein Schäferstündchen mit zu sich nach Hause. Dieses Treffen geschah nicht zufällig, es war von einem Spionagering eingefädelt worden. Mata Hari stellt ihre Kontakte in den Dienst des deutschen Geheimdienstes. Unterlagen, die François bei sich trägt, stellt sie über Nacht einem Kontaktmann zur Verfügung, der sie außer Haus vervielfältigt. Nichtsdestotrotz verliebt sie sich in François. Der würde sie sogar heiraten, aber Greta macht Ausflüchte. Weiß sie doch zu gut, dass ihrer Spionagetätigkeit sodann Grenzen gesetzt würden.
Nur unter Druck nimmt sie den nächsten Auftrag an. Ihre Auftraggeber wissen von der Liaison mit François. Man droht ihr, ihm würde etwas zustoßen, wenn sie die weitere Zusammenarbeit mit den Deutschen ablehne. Die Pläne eines französischen Munitionslagers soll sie aus einem Safe stehlen und den Schlüssel zum Safe Colonel Pelletier bei einem Schäferstündchen entlocken. Das Unterfangen gelingt trotz eines kleinen Patzers. Den macht ihr Chauffeur Julien ungeschehen, der sich nun als ihr Beschützer und eingeweihter Komplize outet. Die Übergabe der Pläne in Barcelona soll reichlich honoriert werden. Das Geld soll Mata Hari in Paris von einem Bankkonto abheben, was sich als Falle herausstellt; beim Verlassen der Bank wird sie nämlich verhaftet. Ein französisches Militärgericht verurteilt sie zum Tode. Der Exekution wohnen keinerlei Angehörige bei. François ist inzwischen gefallen, und Julien wurde verhaftet.

## Kritik
Das Lexikon des internationalen Films bezeichnet den Film als „beachtliche[…] Verfilmung“, die „zum Reißer ebenso Distanz hält wie zum Gefühlsdrama.“

## Weitere Verfilmungen
Eine Liste der Mata-Hari-Verfilmungen findet sich hier.